# Головко, Василий Васильевич
Васи́лий Васи́льевич Головко́ (2 июня 1948) — советский футболист. Выступал на позициях полузащитника и нападающего. Мастер спорта СССР (1969).

## Карьера

### Клубная
В 1966 году выступал в турнирах КФК за павловский «Урожай», затем начал профессиональную карьеру игрока в составе клуба второй союзной лиги «Торпедо» из Армавира. Во второй половине сезона 1967 года пополнил ряды волгоградского «Трактора». За полтора года провёл в составе волжан 54 матча, в которых 17 раз отличился забитыми мячами. После чего Василий перешёл в стан ростовского СКА, выступавшего на тот момент в высшей лиге страны. В составе армейцев Головко 13 раз появлялся на поле в рамках чемпионата и ещё трижды в кубке, забив три мяча. Вместе с командой дошёл до финала кубка страны. Спустя сезон Василий вернулся в Волгоград, где выступал на протяжении года. Сезон 1971 года провёл в составе нальчикского «Автомобилиста» вместе с которым добился права выступать в первой лиге. После чего пополнил ряды донецкого «Шахтёр», но закрепиться в составе команды Василию не удалось, и проведя всего четыре игры, он покинул клуб. Перед началом сезона 1973 года Головко вернулся в Нальчик где и завершил карьеру игрока.

## Статистика выступлений
| Команда                | Сезон            | Чемпионат        | Чемпионат | Чемпионат | Кубок | Кубок | Прочее | Прочее | Итого | Итого |
| Команда                | Сезон            | Уров.            | Игры      | Голы      | Игры  | Голы  | Игры   | Голы   | Игры  | Голы  |
| ---------------------- | ---------------- | ---------------- | --------- | --------- | ----- | ----- | ------ | ------ | ----- | ----- |
| Трактор (Волгоград)    | 1967             | II               | 15        | 4         | ?     | 0     | 0      | 0      | 15*   | 4     |
| Трактор (Волгоград)    | 1968             | II               | 39        | 13        | 1*    | 1*    | 0      | 0      | 40*   | 14*   |
| Трактор (Волгоград)    | Итого            | Итого            | 54        | 17        | 1*    | 1*    | 0      | 0      | 55*   | 18*   |
| СКА (Ростов-на-Дону)   | 1969             | I                | 13        | 1         | 3     | 2     | 0      | 0      | 16    | 3     |
| Сталь (Волгоград)      | 1970             | III              | 33        | 6         | 0     | 0     | 0      | 0      | 33    | 6     |
| Автомобилист (Нальчик) | 1971             | III              | 32*       | 19        | 0     | 0     | 3*     | 0      | 35*   | 19    |
| Шахтёр (Донецк)        | 1972             | II               | 4         | 0         | 2     | 0     | 0      | 0      | 6     | 0     |
| Локомотив (Донецк)     | 1972             | III              | 12        | 3         | 0     | 0     | 0      | 0      | 12    | 3     |
| Спартак (Нальчик)      | 1973             | II               | 13        | 3         | 4     | 2     | 0      | 0      | 17    | 5     |
| Всего за карьеру       | Всего за карьеру | Всего за карьеру | 161*      | 49        | 10*   | 5*    | 3*     | 0      | 174*  | 54    |

Примечание: знаком * отмечены ячейки, данные в которых возможно больше указанных.
Источники:
- Статистика выступлений взята со спортивного медиа-портала FootballFacts.ru Архивная копия от 9 ноября 2014 на Wayback Machine

## Достижения
- Финалист кубка СССР: 1969.